# شكوى (مصطلح)
الشكوى هي شكل من أشكال التواصل الذي يعبر عن عدم الرضا بغض النظر عن الشعور الفعلي بعدم الرضا أم لا. قد يخدم مجموعة من الأغراض النفسية والشخصية، بما في ذلك التواصل مع الآخرين الذين يشعرون بالاستياء المماثل، أو تعزيز الشعور بالذات، أو التعبير الشافي عن المشاعر الشخصية.

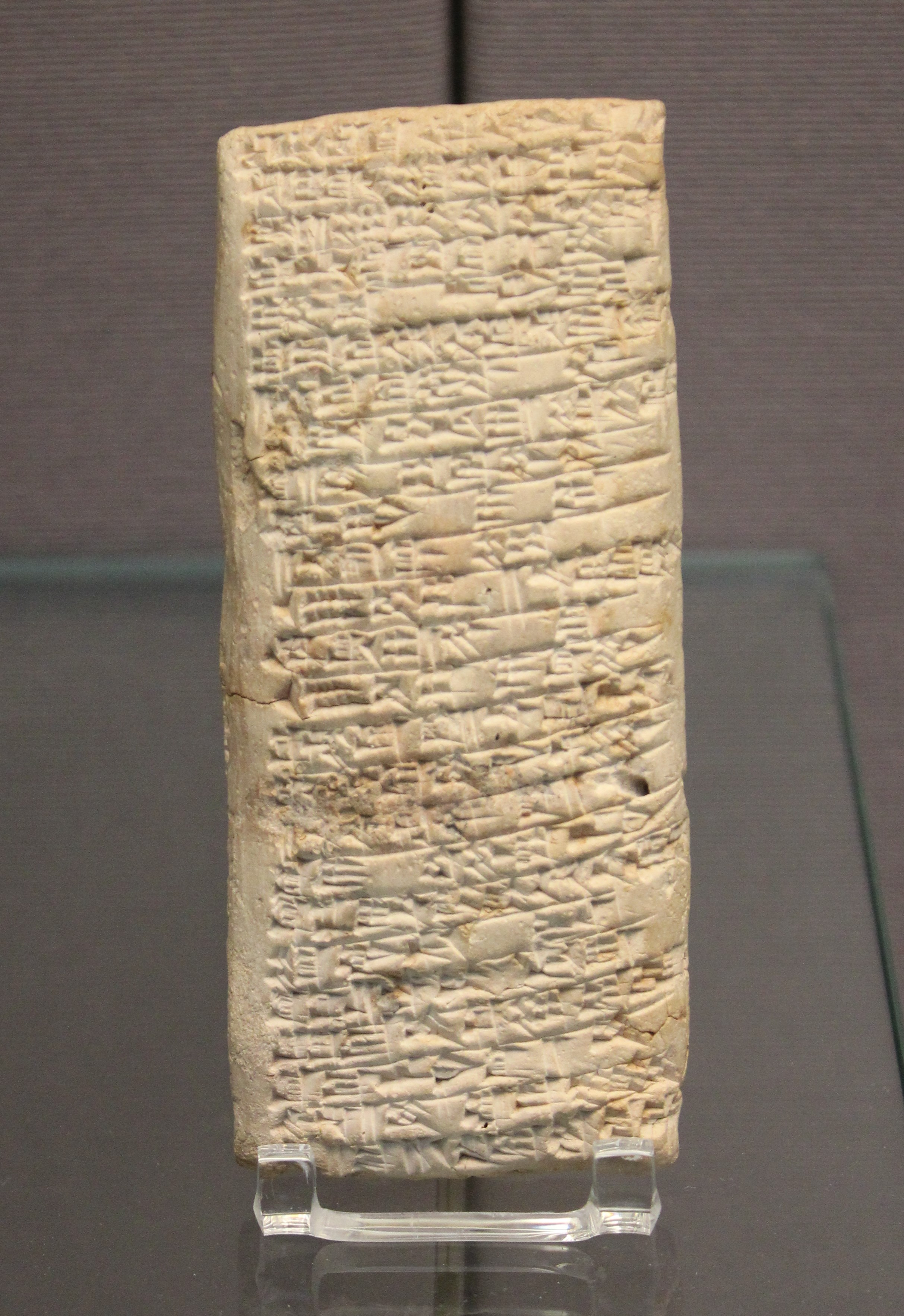
لوح الشكوى إلى إيناصر هو أقدم شكوى مكتوبة معروفة.

قد تكون الشكوى وسيلة للإخطار، خاصة في سياق مستهلك السلع أو الخدمات، بأن أحد الأطراف قد فشل في تلبية المعايير العادية، ومن المتوقع أن يقوم بتصحيح التظلم المتصور، مثل استبدال عنصر معيب.
قد يتم إضفاء الطابع الرسمي على الشكوى في نظام تنظيمي لتقديم شكوى مكتوبة كجزء من عملية حل الخلاف. وبدلاً من ذلك، قد تكون عملية غير رسمية بحتة بين الأصدقاء أو المعارف التي تسمح بالتعبير والتحقق من صحة بعض وجهات النظر الشخصية، والتي يشار إليها غالبًا باسم التنفيس. هناك بعض الأدلة التي تشير إلى أن الشكوى قد تكون ضارة بالصحة الجسدية أو العقلية من خلال زيادة مستويات التوتر.
يُستخدم المثل الأمريكي، العجلة التي تصدر صوتًا حادًا، أحيانًا لإيصال فكرة أن الشكوى من مشكلة ما هي وسيلة فعالة لتحفيز حلها، على الرغم من أنه تمت الإشارة أيضًا إلى أنه لا يوجد ارتباط ضروري بين الحدة والغضب. الجدارة، بحيث لا تكون المشكلة التي يتم حلها بسبب الشكاوى هي في الواقع المشكلة الأكثر إلحاحًا والتي تتطلب الحل.

## نماذج نظرية
اقترح ترافيرسو (2009) هيكلًا لسلوك الشكوى يتكون من أربع مراحل:
1. البدء: يرغب المشتكي في أن يتم الاعتراف بمشكلته من قبل المتلقي.
2. الجزء الأساسي: في هذه المرحلة، إذا انضم متلقي الشكوى إلى الشكوى أو وافق عليها، ينتقل النشاط إلى المرحلة التالية. ومع ذلك، إذا كان هناك رفض، فستكون هناك مفاوضات حيث قد لا يقوم المتلقي ببساطة بمتابعة الشكوى أو الطعن فيها. وبعد المزيد من المحاولات لمساعدة المشاركين في الوصول إلى الانتساب، ستتم بعد ذلك المرحلة التالية.
3. تطوير الشكوى: سيحاول مقدم الشكوى الحفاظ على نشاط الشكوى بينما سيتحول المتلقي إلى طرق بديلة لمواصلة المحادثة مثل شرح السلوك أو حتى البدء في انتقاد موضوع الشكوى بنفسه. يتطور هذا التبديل عادة إلى أنشطة أخرى مماثلة مثل النقد والشرح. ونتيجة لذلك، يستمر النشاط حتى يتمكن المشاركون من تبديل المواضيع أو التوصل إلى اتفاق.
4. إغلاق

كان هذا النموذج مناسبًا لغرض الدراسة التي تم استخدامه فيها، إلا أن فائدته كنموذج عام تقتصر على الشكاوى غير المباشرة فقط (الشكاوى الموجهة إلى طرف ثالث غير حاضر) ولا تتوافق مع الشكاوى الفردية الشكاوى المباشرة (الشكاوى الموجهة إلى متلقي الشكوى). علاوة على ذلك، فإن افتراض أن الشكاوى تمر دائمًا بهذه المراحل هو أمر غير واقعي، فقد تكون هناك حالات يتم فيها ملاحظة الشكوى دون مزيد من المشاركة، ولا يحدث إنهاء مرحلة تطوير الشكوى أو الانتساب على الإطلاق حيث قد يترتب على ذلك جدال.
اقترح نموذج نظري أنشأه روبن كوالسكي (1996) أن سلوك الشكوى لا ينشأ فقط من عدم الرضا، بل يعتمد على عتبتين شخصيتين: عتبة عدم الرضا وعتبة الشكوى. إن عتبات عدم الرضا والشكوى هي الحساسية الذاتية ومستوى التسامح الذي يتمتع به الفرد تجاه الأحداث، حيث سيشعر المرء بعدم الرضا و/أو الشكوى عندما تصل هذه الأحداث التي تمر بها إلى العتبات المعنية. سلوك الشكوى، بغض النظر عن عدم الرضا (عتبة عدم الرضا مرتفعة أو منخفضة)، يحدث فقط عندما يرى المرء أن الشكوى قادرة على تحقيق النتيجة المرجوة (عتبة الشكوى منخفضة) مثل إصلاح مشكلة في العلاقة أو زيادة المعاملة العادلة في المكتب على سبيل المثال.
على الرغم من أن هذا النموذج يوضح نظرة شمولية للشكوى، ولا يحصر الشكوى في سلوك يصاحبه دائمًا عدم الرضا، إلا أن النموذج لا يزال عامًا جدًا ولا يشرح سوى القليل جدًا عن سبب حدوث الشكوى، ولم تتم دراسة العتبات المستخدمة في النموذج بشكل كافٍ بعد شرح سلوك الشكوى بشكل كامل. تتأثر هذه العتبات بالعديد من المتغيرات الفردية والظرفية مثل العصابية، والانبساط، والسيطرة، وما إلى ذلك. تعترف هذه الورقة وتناقش التأثيرات المحتملة لهذه المتغيرات على العتبات وسلوك الشكوى، ولكن تم إجراء عدد قليل جدًا من الدراسات التجريبية للتحقيق بشكل مباشر في تلك العتبات. تأثيرات. ويشير هذا إلى الحاجة إلى مزيد من البحث حول العلاقة بين العتبات وسلوك الشكوى وهذه المتغيرات. ربما يمكن للدراسات المستقبلية أن تخلق مقياسًا نفسيًا لقياس عتبات الأشخاص لإجراء اختبار كمي لتأثير المتغيرات على العتبات وسلوك الشكوى. ومع ذلك، لا يزال النموذج يقدم نظرة عامة عادلة حول الكيفية التي قد يقرر بها الأفراد تقديم شكوى.

## عواقب الشكوى

### عدوى العاطفة
ووجيسكي وآخرون. (2009) وجد أنه عندما استمع المشاركون إلى التأكيدات أو الشكاوى أو نطقوها، فإن حالتهم المزاجية ستزداد وتنخفض بنفس القوة، على التوالي. أظهرت النتائج أن الشكوى يمكن أن تحدث تأثيرًا سلبيًا داخل المشاركين المشاركين والمشتكي، وهو ما يسمى "القول يختبر التأثير". يتم تفسير هذا التأثير من خلال الآلية الأساسية لعدوى المزاج ونظرية العملية المزدوجة للإدراك الاجتماعي. يعتمد نظامنا الاندفاعي على روابط تلقائية لإشارات وتمثيلات مماثلة كما اقترح سميث آند ديكستر (2000)، ونتيجة لهذا فهو يعمل وفقًا لمبدأ التوافق، حيث يجب أن يكون الإدراك والتأثير والسلوك متوافقين لتسهيل بعضهم البعض. لذلك، عندما يستمع المرء ويدرك شكوى، حدثًا سلبيًا، سيبدأ في تجربة تأثير سلبي نتيجة الارتباط التلقائي وعدوى المزاج.

### قبول ورفض الشكاوى
عند تلقي شكوى من طرف آخر، يختار الشخص إما قبول الشكوى أو رفضها. كما ذكرنا من قبل، فإن الشكوى تخدم العديد من الوظائف، ولكن قبول الشكوى أو رفضها له أيضًا عدة وظائف حسب السياق. تشير هذه السياقات إلى من هو المشتكي، وماذا أو من يتم الشكوى منه، ومن هو متلقي الشكوى.
في العدد الخاص الصادر عن هاينمان وترافيرسو (2009)، تم التحقيق في فئتين من الشكاوى في سياقات متعددة: المباشرة وغير المباشرة.
الشكاوى المباشرة: يلعب السياق والأدوار الاجتماعية دورًا كبيرًا في ديناميكية الشكاوى. عندما يكون طرف ثالث حاضرًا في جدال بين الوالدين والطفل، سيحصل المشتكي على دعم من الشاهد لتعزيز آراء المشتكين لأن الشكاوى تخدم غرض تنظيم السلوك، لكن الشاهد سيحاول أيضًا بنشاط منع تشكيل شجار حجة عدوانية بشكل مفرط. ومع ذلك، في سياق خدمات الهاتف الطارئة، فإن الرد على الشكوى ليس بهذه البساطة. إن عامل خدمة هاتف الطوارئ، الذي هو في هذه الحالة، هو موضوع الشكوى ومتلقيها، سيقبل الشكوى على أنها صحيحة ولكنه سيصرف اللوم عن نفسه. وهذا يخدم وظيفة التخفيف من المسؤولية لتجنب أي تداعيات قانونية محتملة.
الشكاوى غير المباشرة: عادة ما يتم قبول الشكاوى في المحادثات بين الأصدقاء والعائلة. ومع ذلك، كما هو الحال مع الشكاوى المباشرة، فإن الدور المؤسسي الذي يمتلكه الشخص والسياق قد يؤثر على رد فعلهم تجاه بعض الشكاوى. على سبيل المثال، إذا كانت الشكوى تتعلق بعميل عمل أو منافس مؤسسي، فسيكون هناك قبول أكبر للشكوى. ومع ذلك، سيكون هناك رفض عندما تكون الشكوى تتعلق بالأقران. يشير هذا الرفض إلى أن الأدوار المؤسسية قد تؤثر على رد فعل الفرد تجاه الشكاوى من خلال الحاجة إلى الحفاظ على الولاء، وعلاقاتهم مع زملائهم. إن قبول الشكاوى ضد العملاء قد يساعد في بناء دفاع ضد الشكاوى الموجهة لأنفسهم من خلال بناء جبهة مشتركة، وإعادة توجيه اللوم إلى العميل. وأخيرًا، فإن قبول الشكاوى تجاه المنافسين يخدم وظيفة بناء علاقة مع العملاء لتعزيز المزيد من التفضيل لمؤسستهم الخاصة.
تم إجراء هذه الدراسات في بيئات الحياة الواقعية مع مقدمي الرعاية الحقيقيين والمرضى والأسر والعمال وما إلى ذلك. وهذا يوضح أن تأثيرات السياق والأدوار الاجتماعية/المؤسسية موجودة في بيئة الحياة الواقعية. ومع ذلك، من المهم ملاحظة أن العينة في الدراسات كانت صغيرة جدًا نظرًا لطبيعة دراسات المقابلة المكلفة بالوقت، مما يعني أنه لا يمكن تعميم هذه النتائج على جميع السكان حتى يتم إجراء المزيد من التكرار.

## أنظر أيضا
- نظام الشكاوي
- شكوى المستهلك
- التحيز السلبي